# Concerto per pianoforte e orchestra (Schumann)
Il Concerto per pianoforte e orchestra in la minore, Op. 54 di Robert Schumann è un concerto per pianoforte in tre movimenti composto fra il 1841 e il 1845 ed eseguito per la prima volta a Dresda il 4 dicembre 1845 con l'orchestra diretta da Ferdinand Hiller e Clara Schumann al pianoforte.

## Storia
L'intenzione di scrivere un concerto per pianoforte e orchestra fu espresso da Robert Schumann in una lettera del 26 gennaio 1839 indirizzata a Clara Wieck, destinata a diventare sua moglie l'anno successivo. Nella lettera il compositore affermava che il concerto sarebbe stato «una via di mezzo fra la sinfonia, il concerto e la sonata grande». A Schumann occorsero ben cinque anni per scrivere il concerto: dal 1841, anno a cui risale il primo movimento (intitolato Konzert-Phantasie in la minore), al luglio del 1845, quando vennero completati il secondo e il terzo movimento.
La prima esecuzione del Concerto op. 54 ebbe luogo all'Hotel de Saxe di Dresda il 4 dicembre 1845 con Clara Schumann al pianoforte sotto la direzione di Ferdinand Hiller, a cui peraltro l'opera era stata dedicata. Poco tempo dopo, il 1º gennaio 1846, il Concerto fu ripetuto al Gewandhaus di Lipsia con Clara Schumann al pianoforte sotto la direzione di Felix Mendelssohn; infine fu eseguito a Vienna e a Praga diretto dallo stesso Schumann e sempre con la moglie al pianoforte.

## Struttura
Il concerto, come indicato nella partitura, è in tre movimenti:
1. Allegro affettuoso
2. Intermezzo: Andantino grazioso
3. Allegro vivace

Non c'è soluzione di continuo tra gli ultimi due movimenti (l'attacco è "Subito"). Schumann preferiva indicare solo due movimenti nei programmi di concerto come:
1. Allegro affettuoso
2. Andantino e Rondò

La forma in tre movimenti è tuttavia quella utilizzata più comunemente.
Il primo e il terzo movimento sono in forma-sonata, mentre l'Andantino grazioso centrale è in Liedform (ABA) con l'aggiunta di una Coda finale.